# Borysthenēs
Borysthenēs var en gudom ur skytisk mytologi. 
Han var flodernas god, och far till Api.